# Trappola d'autore
Trappola d'autore è un film italiano del 2009, diretto da Franco Salvia.

## Trama
Un gioco di coppie: Bruna e Marco sono due giovani truffatori che si arrangiano con l'arte di sedurre e poi ricattare coppie ricche. Alex Groshman, invece, si spaccia per mercante d'arte, in realtà è un pirata informatico e, con la seducente Eva, realizza un software per accedere ai servizi segreti. Marco e Bruna, ignari della loro vera identità, li ritengono prede perfette per un raggiro. Ma finiscono immischiati in una rete d'intrighi e spionaggio, vittime d'una vicenda più grande di loro, che gira intorno alla proprietà d'un microchip, di valore per la sua tecnologia. Si tratta d'un furto ordinato da un mercante d'armi, Omar Dimitri, ad Alex, il quale mette sotto scacco sia il committente, che Ivan Lionelli, un rivale che cerca d'ucciderlo.

## Produzione
Il film è co-prodotto da Idotea, Surf Film e Dania Film con riprese tutte in Puglia. Alcune scene sono state girate al Castello Marchione di Conversano, a Monopoli, al centro commerciale Il Baricentro di Casamassima e all'Aeroporto di Bari-Palese. Nathalie collabora come interprete di due canzoni delle colonne sonore del film.
L'anteprima nazionale si è tenuta a Bari il 27 marzo 2009 al cinema Armenise.